# Võ phục
Võ phục được hiểu khái quát nhất là trang phục dành cho các môn sinh hoặc võ sư, huấn luyện viên trong các bộ môn võ thuật. Tuy nhiên, phạm vi của khái niệm có thể không bao gồm găng tay, giáp bảo hộ, mũ, giầy, mà thường chỉ giới hạn ở quần, áo, đai, và phù hiệu.

## Đặc điểm
Võ phục thường sử dụng đồng bộ cả quần và áo là một trong số các màu thuộc bảng màu quy ước, với những màu phổ biến nhất: trắng, đen, đỏ, xanh, vàng, nâu, hoặc là sự phối hợp không cầu kỳ các màu kể trên. Chẳng hạn một số môn phái dùng màu tương phản với màu nền để làm đường viền, như viền đen trên áo trắng của môn phái Taekwondo, viền đỏ trên áo đen của một số võ phái cổ truyền Việt Nam. Thông thường màu quần áo của võ sư hoặc huấn luyện viên có thể khác môn sinh. Tuy ít được nhấn mạnh, màu sắc của võ phục, phù hiệu in trên võ phục vẫn có thể được lý giải dưới những quan niệm về âm dương, nhất là một số võ phái cổ truyền Việt Nam như Việt Võ Đạo, Vĩnh Xuân Quyền (Việt Nam) với áo trắng quần đen tượng trưng cho sự phối hợp âm dương.

Một trong nhưng trang phục đẹp

Đặc trưng từng võ phái cũng quy định chất liệu và kiểu dáng của võ phục, theo đó chất liệu của võ phục luôn cần thiết để tạo cho môn sinh đạt được tính hiệu quả cao nhất khi luyện tập, thi đấu. Chất liệu vải thô, vải kaki được sử dụng nhiều do rất dai và bền. Một số võ phái, như Judo còn thiết kế áo hai lớp để chắc chắn hơn cho những luyện tập nặng, giằng xé, quăng quật, trong khi Vịnh Xuân Quyền, Thái cực quyền vẫn có thể sử dụng vải mềm hơn vì những bài tập nhẹ nhàng hơn, nhu nhuyễn hơn. Áo được thiết kế rộng, thoáng, hút mồ hôi, quần rộng đũng với cạp quần và gấu quần được thít buộc bằng dải rút hoặc bó chặt.
Đai được thắt ngang vùng thắt lưng để bó phần bụng, đan điền của môn sinh. Tuy có một số ngoại lệ, màu sắc của đai thường được quy ước biểu thị trình độ của môn sinh hoặc đẳng cấp của võ sư, huấn luyện viên, theo đó màu càng gần với màu của nền võ phục thì trình độ của môn sinh càng thấp và ngược lại. Chẳng hạn, các võ phái thuộc Đông Bắc Á như Karatedo, Judo, Taekwondo với quần áo màu trắng thì đai màu trắng là màu của môn sinh mới nhập môn, màu đen (huyền đai) là màu của cấp cao đẳng, huấn luyện viên hoặc võ sư. Trong khi đó, các võ phái cổ truyền Việt Nam với quần áo màu đen, thì đai trắng (bạch đai) hay đai đỏ  (hồng đai) là trình độ cao nhất. Đai cũng như võ phục, thường sử dụng các màu quy ước. Ngoài màu sắc biểu thị cấp, đai còn sử dụng các vạch màu thường tương phản với màu nền của đai để biểu thị đẳng, cùng một màu đai nhưng càng nhiều vạch càng chứng tỏ người đó có trình độ cao hơn trong cấp. Như đai đen hai vạch trắng gọi là huyền đai đệ nhị đẳng, hay nhị đẳng huyền đai, có trình độ cao hơn đai đen một vạch trắng.
Một số môn phái không sử dụng màu sắc của đai để biểu thị trình độ môn sinh và đẳng cấp huấn luyện viên, võ sư, mà thể hiện điều đó qua màu sắc của phù hiệu thêu trên áo của môn sinh, như một vài dòng phái Vĩnh Xuân Quyền tại Việt Nam.
Tùy theo môn phái mà đai được thắt nút ngang bụng trước đan điền, hoặc thắt bên hông phải.

## Các kiểu dáng khác
Trong khi màu sắc và kiểu cách của võ phục một số môn phái võ thuật nhấn mạnh vào tính chất đồng phục, thì một số môn phái khác có thể đa dạng hơn, theo đó võ phục bao gồm không chỉ các bộ quần áo và đai được sử dụng khi luyện tập, mà khi thi đấu hoặc khi biểu diễn có thể sử dụng một bộ có màu sắc và kiểu cách hoàn toàn khác biệt nhằm làm tôn vinh hơn đường nét, kỹ năng của người biểu diễn. Điển hình nhất là võ phục biểu diễn của Wushu, với những bộ quần áo mềm mại khi đi các bài Trường quyền, Thái cực quyền, và những bộ quần áo ngắn, gọn khi biểu diễn Nam quyền, Côn, hay độc đáo hơn nữa là Muay Thai chỉ mang quần đùi ngắn cả trong luyện tập lẫn giao đấu. v.v.

## Các thành phần và vật liệu của Karate Gi
Một chiếc gi karate bao gồm áo khoác, quần và thắt lưng. Trong hầu hết các trường hợp, gi được làm bằng cotton hoặc pha trộn cotton-polyester (poly cotton) và tương đối mỏng và nhẹ để tạo khả năng thở khi tập luyện. Tuy nhiên, bông khoan hoặc vải bạt nặng hơn thường được sử dụng cho các mục đích chức năng và/hoặc thẩm mỹ. Ví dụ, một người tập karate tham gia vật lộn hoặc ném đối thủ (trong đó các kỹ thuật judo được kết hợp) có thể yêu cầu loại vải nặng hơn để có độ bền. Tương tự, loại vải nặng hơn sẽ thúc đẩy âm thanh "bộp", tạo ấn tượng tốt với giám khảo tại các cuộc thi hoặc với các senseis trong các bài kiểm tra ở cấp lớp. Màu trắng là màu gi truyền thống và phổ biến nhất, nhưng một số phong cách karate cụ thể sử dụng toàn bộ hoặc một phần áo / quần màu đen. Ngoài ra, tùy thuộc vào cấp bậc và các quy tắc cụ thể của võ đường, các màu sắc khác nhau (ví dụ: màu đỏ,